# Gnophos obfuscata
Gnophos obfuscata là một loài bướm đêm trong họ Geometridae.

## Hình ảnh

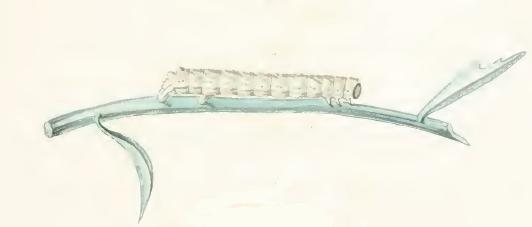
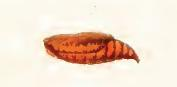
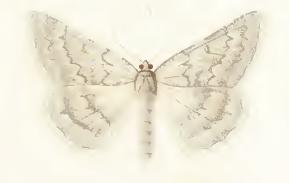
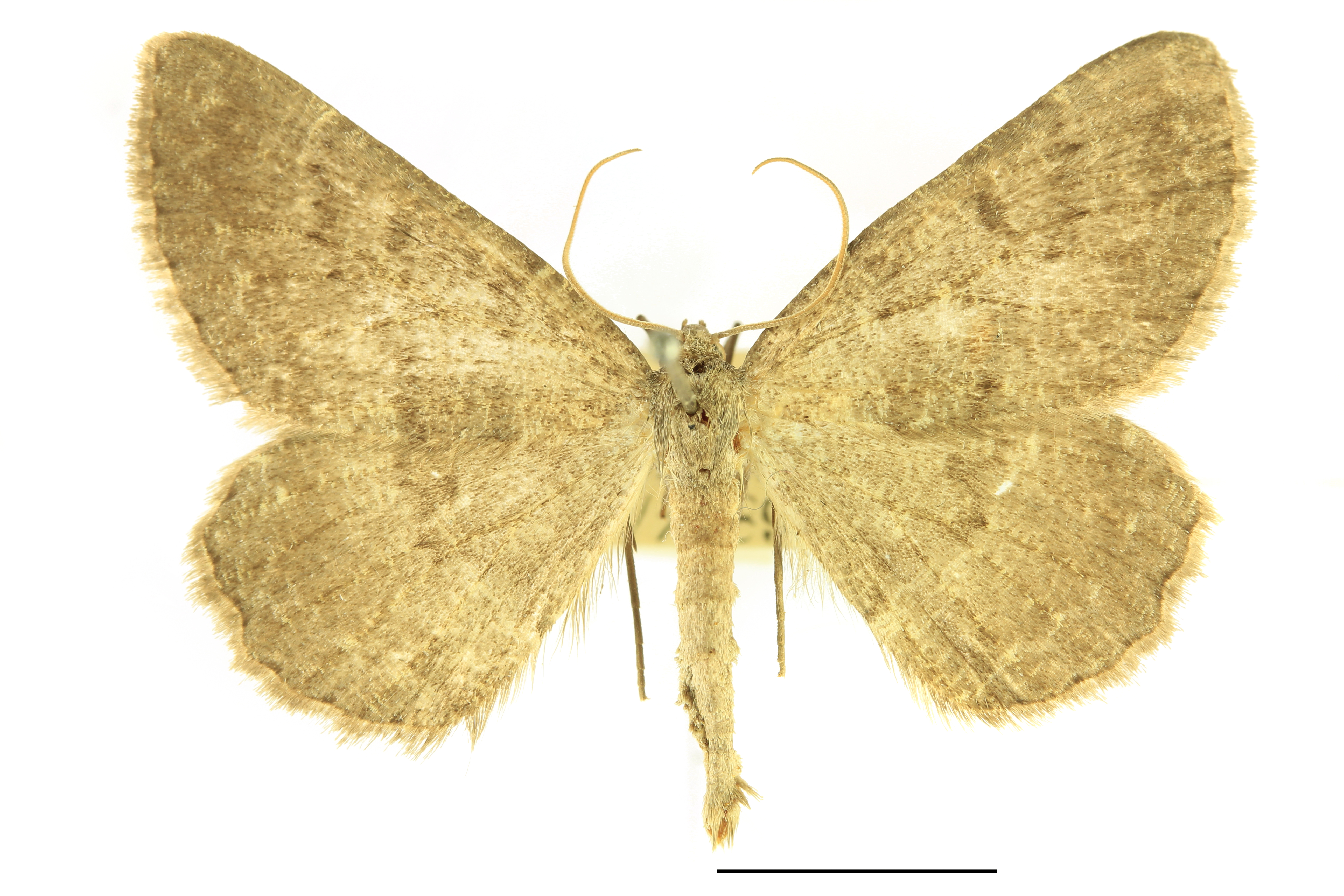